# Biblioteca Municipal de la Palma de Cervelló

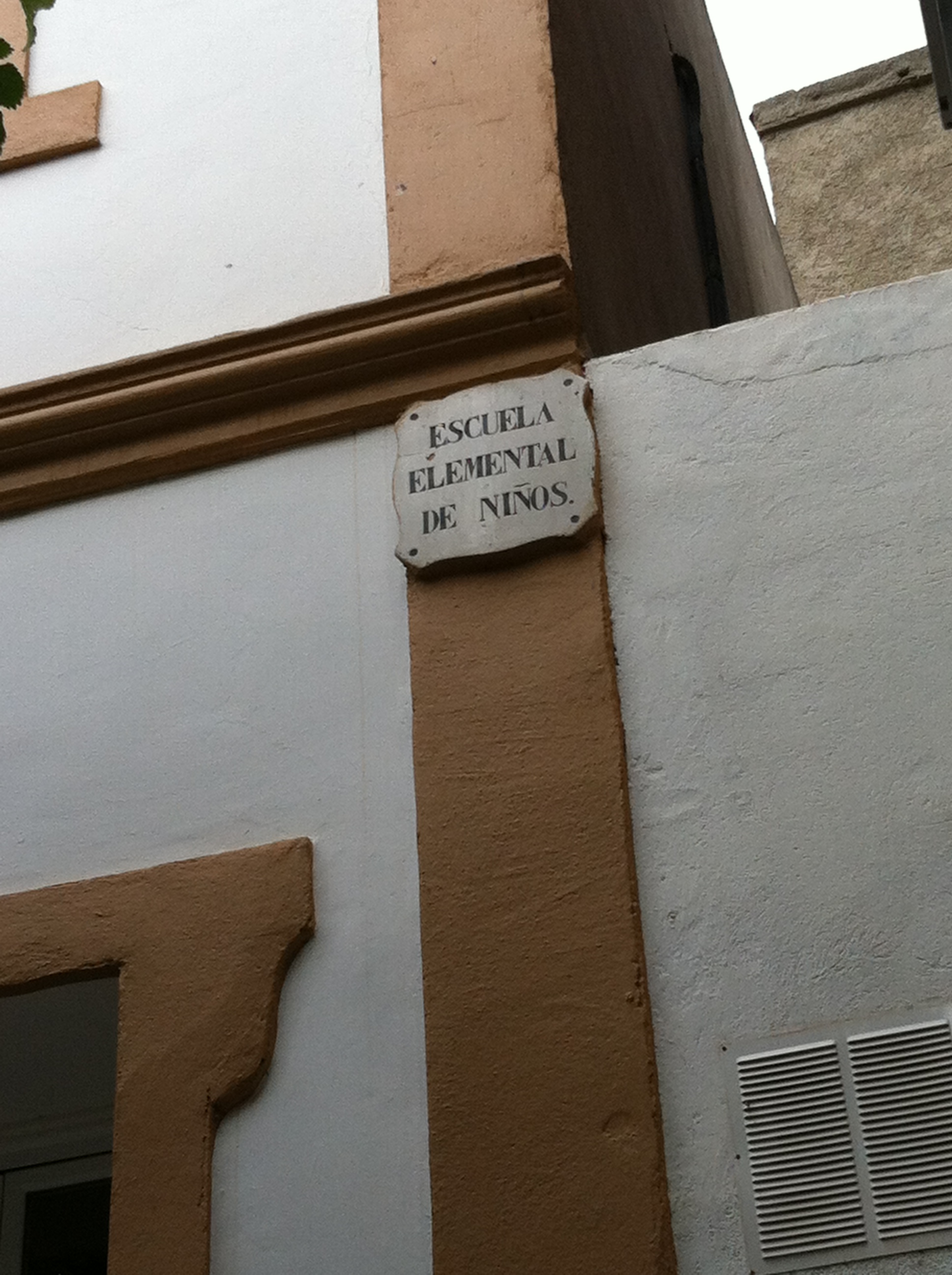
Placa a la façana de la Biblioteca Municipal de la Palma de Cervelló: Escuela elemental de niños

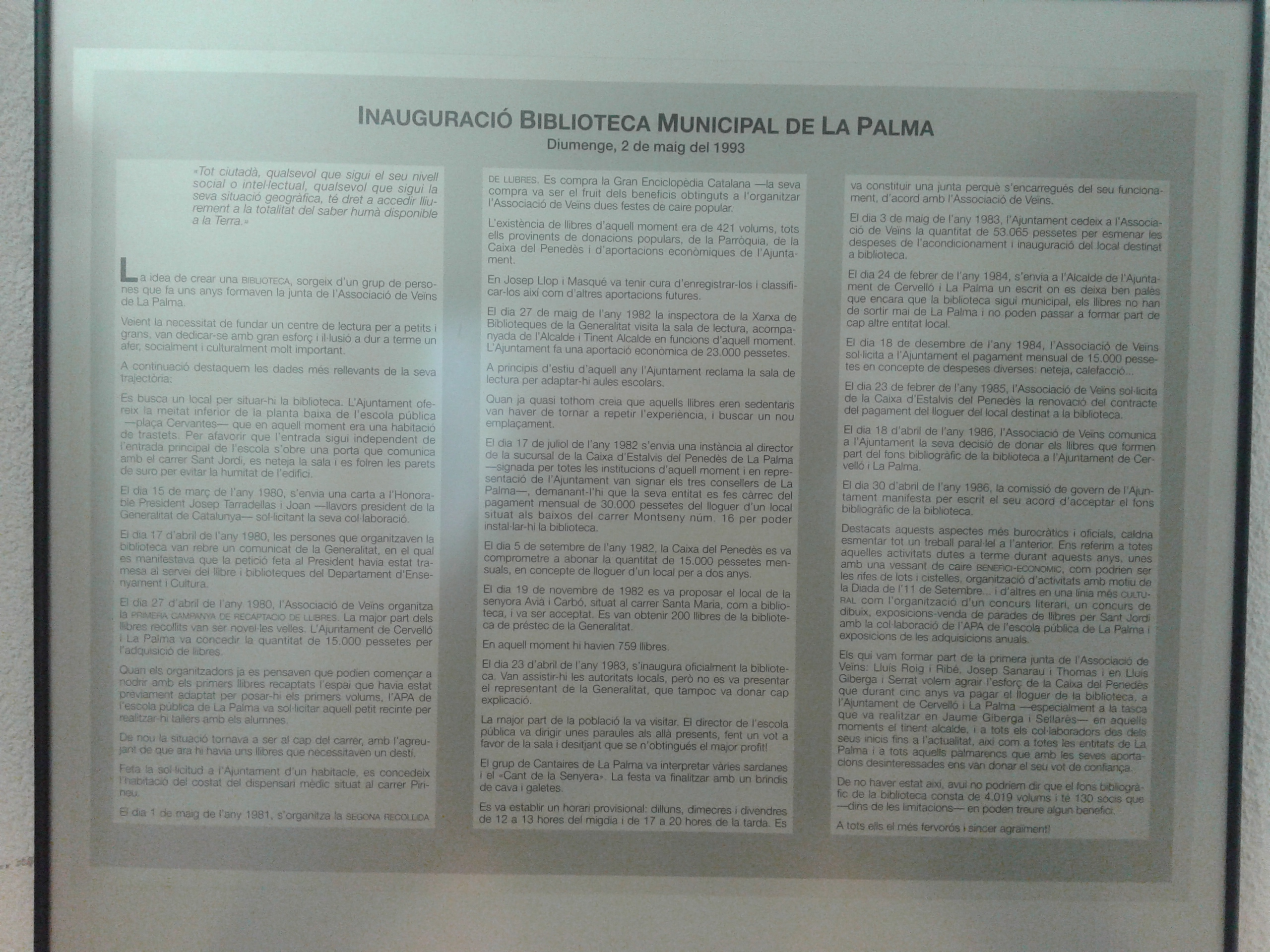
Quadre de la inauguració de la Biblioteca Municipal de la Palma, del maig de 1993

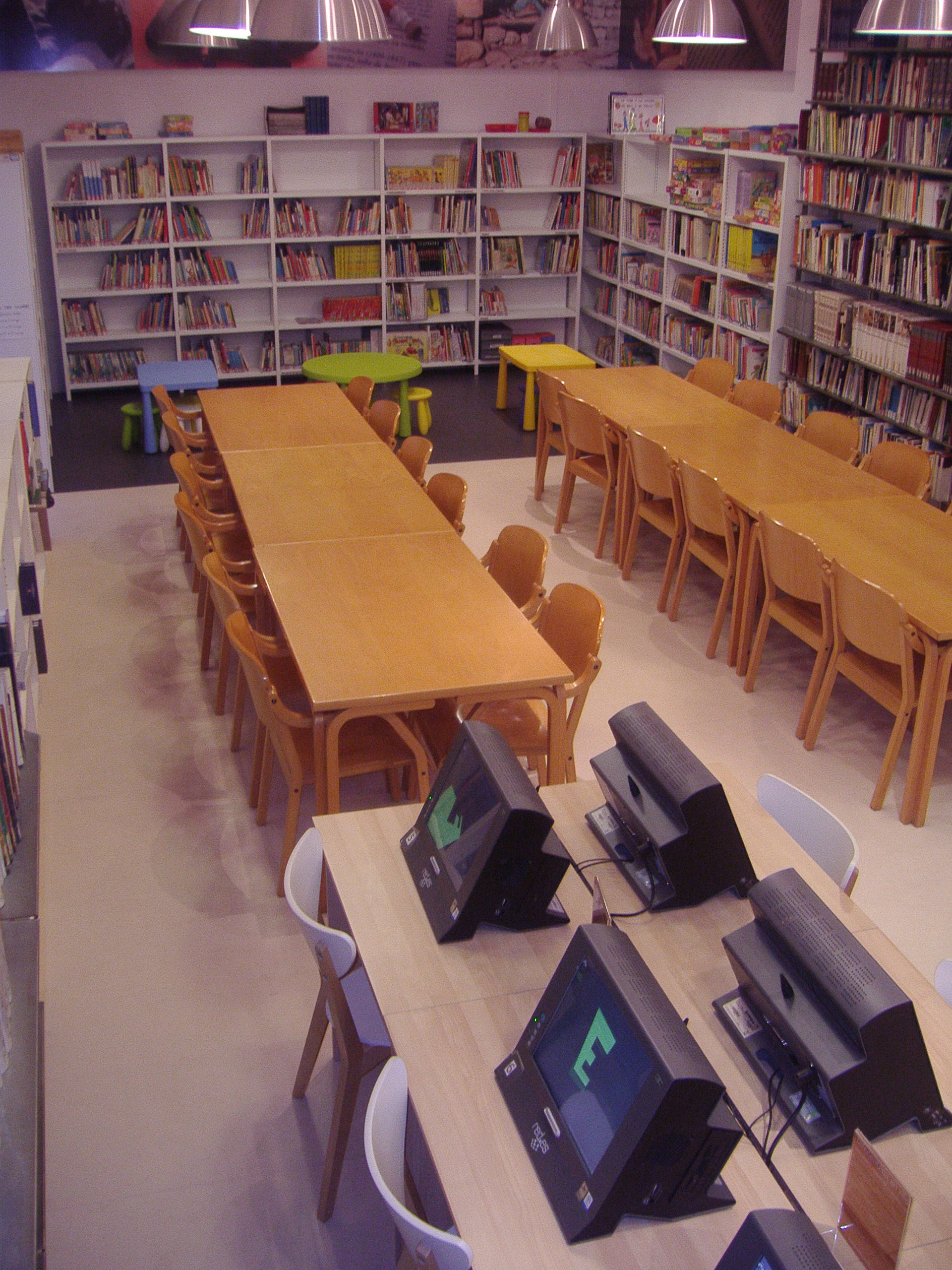
Biblioteca Municipal de la Palma de Cervelló, sala principal

La Biblioteca Popular o Municipal a la plaça Cervantes de la Palma de Cervelló és una obra a la comarca del Baix Llobregat . És un edifici d'ús cultural i de titularitat pública, construït l'any 1910, data que consta a la façana principal. És inclosa a l'Inventari del Patrimoni Arquitectònic de Catalunya.

## Descripció
Casa de planta baixa i planta pis amb coberta de teula àrab a dos vessants amb el carener paral·lel a la façana principal. La façana principal, arrebossada i pintada, presenta una composició simètrica. Una motllura horitzontal separa les dues plantes de l'edifici. A la planta baixa les obertures consisteixen en un portal central amb sengles finestres a banda i banda. A la planta pis hi trobem un balcó central suportat per dues mènsules amb decoració floral i tancat per una barana de ferro forjat. A banda i banda d'aquest s'hi disposen sengles finestres. Excepte la porta d'entrada, la resta d'obertures disposen s'emmarcament perimetral ornamental. Sota la cornisa s'hi conserva una decoració esgrafiada formada per una línia ondulada ornamentada amb motius florals. La cornisa, amb un relleu simple, és sostinguda per vuit mènsules. Sobre d'aquesta hi trobem un mur d'acabament a manera de falsa barana rematat per un perfil ornamental. Al Centre d'aquesta s'hi conserva pintat l'any de construcció: 1910. Damunt de la porta principal hi ha un cartell de metacrilat que informa del seu ús des de 1993: "Biblioteca Municipal", mentre que en un lateral de la façana s'hi conserva una placa de ceràmica on s'hi descriu el seu ús fundacional "Escuela Elemental de Niños". A l'únic mur lateral visible de la casa (l'altre fa de paret mitgera amb l'edifici de l'Ateneu), s'hi ha afegit una estructura cilíndrica de vidre que tanca una escala de cargol.

## Història[calcitació]
Es va construir el 1910 per com a escola pública del poble. La casa va ser remodelada l'any 1993 per fer-ne la Biblioteca Municipal. L'any 2010 es van fer obres de remodelació que li han donat l'aspecte actual.
La idea de crear una biblioteca sorgeix de la junta de l'Associació de Veïns de la Palma. Veient la necessitat de fundar un centre de lectura per a petits i grans, van dedicar-se amb esforç i il·lusió a fer-ho possible.
Es va cercar un local per fer-hi una biblioteca. L'Ajuntament oferí la meitat inferior de la planta baixa de l'escola pública, a la plaça Cervantes, que en aquell moment era una habitació de mals endreços. Per afavorir que l'entrada sigui independent de l'entrada principal de l'escola, s'obre una porta que comunica amb el carrer Sant Jordi. Es neteja la sala i es folren les parets de suro per evitar la humitat de l'edifici.
El dia 15 de març de 1980, s'envia una carta a l'honorable president Josep Tarradellas i Joan, llavors president de la Generalitat de Catalunya, per a sol·lictar la seva col·laboració.
El dia 27 d'abril de 1980, l'Associació de Veïns organitza la primera campanya de recaptació de llibres. La major part dels llibres recollits van ser novel·les velles. L'Ajuntament de Cervelló i la Palma va concedir 15.000 pessetes per a comprar llibres.
Quan semblava que podia començar l'activitat bibliotecària, l'Associació de Pares d'Alumnes de l'escola va sol·licitar aquell espai per fer tallers amb els alumnes. De nou mancava espai per a la biblioteca, amb l'agreujant que ara hi havia llibres que necessitaven un destí.
Feta la sol·licitud a l'Ajuntament d'un habitatge, es concedeix l'habitació del costat del dispensari mèdic al carrer Pirineu.
El dia 1 de maig de 1981 s'organitza la segona recollida de llibres. Es compra la Gran Enciclopèdia Catalana amb els beneficis obtinguts en festes populars organitzades per l'Associació de Veïns. En aquell moment hi havia 421 volums, tots provinents de donacions populars, de la parròquia, de la Caixa del Penedès i d'aportacions econòmiques de l'Ajuntament.
En Josep Llop i Masqué va tenir cura d'enregistrar els documents i classificar-los.
El dia 27 de maig de l'any 1982 la inspectora de la Xarxa de Biblioteques de la Generalitat visita la sala de lectura acompanyada de l'alcalde i tinent alcalde en funcions d'aquell moment. L'Ajuntament farà una aportació de 23.000 pessetes. A principi d'estiu del mateix any l'Ajuntament reclama la sala de lectura per adaptar-hi aules escolars. La biblioteca havia de cercar un nou emplaçament.
El dia 17 de juliol del 1982 s'envia una instància al director de la sucursal de la Caixa d'Estalvis del Penedès de la Palma, signada per totes les institucions i per regidors de la Palma, demanant que l'entitat es fes càrrec del pagament mensual de 30.000 pessetes del lloguer d'un local situat als baixos del carrer Montseny 16, per poder instal·lar-hi la biblioteca. El dia 5 de setembre del 1982 l'entitat es va comprometre a abonar 15.000 pessetes mensuals durant dos anys.
El dia 19 de novembre de 1982 es va proposar el local de la senyora Avià i Carbó, situat al carrer Santa Maria i va ser acceptat. Es van obtenir 200 llibres de la Generalitat i es va arribar a 769 llibres.
El dia 23 d'abril del 1983 s'inaugura oficialment la biblioteca. Van assistir-hi les autoritats locals, però no es va presentar el representant de la Generalitat, sense donar explicacions. La major part de la població la va visitar. El director de l'escola pública va dirigir unes paraules, fent un vot a favor de la sala i desitjant que se n'obtingués el major profit. El grup de Cantaires de la Palma va interpretar diverses sardanes i el Cant de la Senyera. La festa va terminar amb un brindis de cava i galetes.
Es va establir un horari provisional: dilluns, dimecres i divendres, de 12 a 13 hores, i de 17 a 20 hores. Es va constituir una junta que s'encarregués del seu funcionament, d'acord amb l'Associació de Veïns. El dia 3 de maig de 1983, l'Ajuntament cedeix a l'Associació de Veïns la quantitat de 53.065 pessetes per esmenar les despeses de condicionament del local.
El dia 24 de febrer del 1984 s'envia a l'alcalde un escrit on es deixa ben palès que encara que la biblioteca sigui municipal, els llibres no han de sortir mai de la Palma i no poden passar a formar part de cap altra entitat. El 18 de desembre del mateix any l'Associació de Veïns demana a l'Ajuntament de Cervelló i la Palma el pagament de 15.000 pessetes mensuals per cobrir despeses diverses, com ara la neteja i la calefacció.
El dia 18 d'abril del 1986 l'Associació decideix de donar els llibres que formen el fons de la biblioteca a l'Ajuntament de Cervelló i la Palma. La donació fou acceptada per la comissió de govern. L'any 1993 la Biblioteca va traslladar-se
Al marge dels aspectes més burocràtics, cal destacar que durant tots aquells anys la biblioteca va organitzar activitats culturals: concurs literari, concurs de dibuix, exposicions i venda de llibres per Sant Jordi, etc.
La biblioteca de La Palma fou promoguda per Lluís Roig i Ribé, Josep Sanarau i Thomas, i Lluís Giberga i Serrat, i costejada pel veïnat amb l'ajuda de l'Ajuntament de Cervelló i la Palma i la Caixa del Penedès. Josep Llop, mestre del lloc, actuà de bibliotecari els primers anys (1981-1984).